# Ukiha
Ukiha (jap. うきは市 Ukiha-shi) – miasto w Japonii, w prefekturze Fukuoka, w środkowej części wyspy Kiusiu.

## Historia
Miasto powstało 20 marca 2005 roku w wyniku połączenia dwóch miejscowości Yoshii (jap. 吉井町 Yoshii-machi) i Ukiha (jap. 浮羽町 Ukiha-machi) (z powiatu Ukiha).

## Populacja
Zmiany w populacji Ukihy w latach 1970–2015:
| Rok  | Populacja |
| ---- | --------- |
| 1970 | 37 301    |
| 1975 | 36 487    |
| 1980 | 36 762    |
| 1985 | 36 845    |
| 1990 | 35 910    |
| 1995 | 35 179    |
| 2000 | 34 045    |
| 2005 | 32 902    |
| 2010 | 31 640    |
| 2015 | 29 509    |